# 설리 (개)

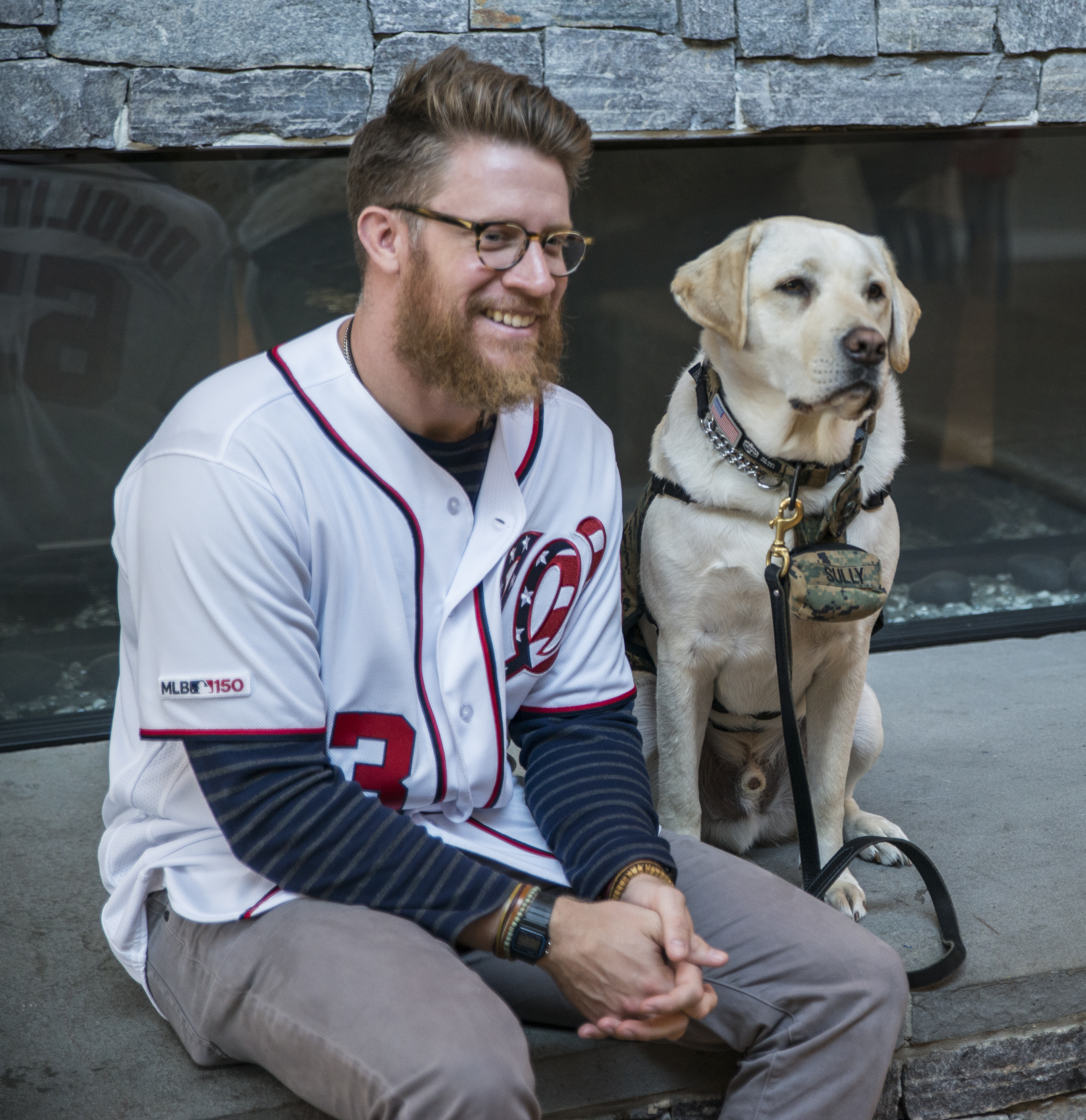
2019년 해군 지원활동에서 션 둘리틀과 설리.

설리(영어: Sully, 2016년 7월 14일 ~ )는 래브라도 리트리버 종으로 미국의 제41대 대통령 조지 H. W. 부시의 애완견이다. 처음에는 미국의 장애인 퇴역 군인들을 위한 서비스견으로 고용되었다가 2018년 11월 30일 조지 H. W. 부시 전 미국 대통령과 함께 살았다. 그는 대통령 국장에서 주인의 관을 지키는 역할로 국제적인 주목을 받았다.

## 생애
설리는 2016년에 태어났고 그의 어머니는 록샌이었다.  그는 어머니의 품을 떠난 후 자선단체인 미국의 베트독스로부터 물품 반출, 전화 받기, 긴급 상황 시 도움 요청 등 2페이지 분량의 명령 목록을 수행하도록 훈련을 받았다. 그는 2018년 여름 월터 리드 국립 군사 의료원에서 개들의 베테랑 봉사견 프로그램에 참여하여 조지 H. W. 부시 대통령을 보좌하는 임무를 맡았다. 미국의 베트도그스에 따르면 설리는 전 미 공군 장교와 US 에어웨이즈 조종사 체슬리 설렌버거 3세의 이름을 따서 명명되었다. 설리는 자신의 인스타그램 페이지에서 부시 일가와 함께 자신의 삶과 일을 취재하는 일로 초기의 관심을 받았다.

## 조지 H. W. 부시의 장례식
설리는 서거한 부시 대통령의 유해가 있는 워싱턴 D.C.로 가 국장에 참석했다. 부시 전 대통령의 유해가 담긴 관 옆에서 자고 있는 설리의 모습을 담은 짐 맥그래스 부시 대변인이 트위터에 올린 사진은 이틀 만에 23만 건 이상의 호감을 모았다. 설리는 부시가 누워 있는 국회의사당을 방문했다. 보도에 따르면, 그는 크리스마스 시즌에 뉴욕에 있는 미국의 베트독스 시설로 돌아가게 되어 있었다.

## 이후의 삶
2019년 해군 지원활동 베데스다에서 션 두리틀과 설리는 부시 대통령의 뜻에 따라 2019년 2월 현재 메릴랜드주 베데스다에 있는 월터 리드 국립군사의료원의 시설견 프로그램에 가입했다. 설리는 '환영승식'에 이어 병원 부대원 2급(HM2)을 받았고 이후 1급(HM1)으로 승진했다. 그의 트레이너인 발레리 크레이머는 "설리는 부상당한 참전용사들을 방문하여 재활센터 세션 동안 위로를 제공하고 감정적이고 매우 힘든 시간이 될 수 있는 동안 가족들과 함께 방문할 것"이라고 말했다.

## 조각상
설리의 실물 크기의 청동상은 미국의 베트독스에 의해 의뢰되었다. 수전 바하리가 만든 이 조각상은 2019년 12월 2일 텍사스 A&M 대학교의 조지 H. W. 부시 대통령 도서관과 박물관을 위해 공개되었다.